# Omphalophana arctata
Omphalophana arctata là một loài bướm đêm trong họ Noctuidae.